# Культура ямочно-гребенчатой керамики
Культура гребенчатой керамики (культура ямочно-гребенчатой керамики) — культурно-историческая общность позднего каменного века, существовавшая на северо-востоке Европы (Скандинавия, Северо-Запад России, Белоруссия, Прибалтика) в период 4200 до н. э. — 2000 до н. э. Название было дано по способу украшения керамических находок, характерных для этой культуры, который выглядит как отпечатки гребней. Хозяйство строилось на охоте и собирательстве, а также рыбной ловле.

## Распространение
Распространение артефактов данной общности приблизительно следующее: Финнмарк (Норвегия) на севере, река Каликсэльвен (Швеция) и Ботнический залив (Финляндия) на западе и река Висла (Польша) на юге. На востоке гребенчатая керамика с некоторыми вариациями стилей была распространена до Уральских гор. Возможно, среди прочих включала в себя нарвскую культуру в Литве. Носители этой культуры были предположительно охотниками и собирателями, хотя так называемая нарвская культура в Литве имеет признаки земледельчества. Для более поздних горизонтов некоторых из этих регионов характерна культура шнуровой керамики.

## Локальные варианты
В настоящее время в составе культурной общности ямочно-гребенчатой керамики выделяется по меньшей мере 8 родственных культур:

### Зона гребенчато-ямочной керамики

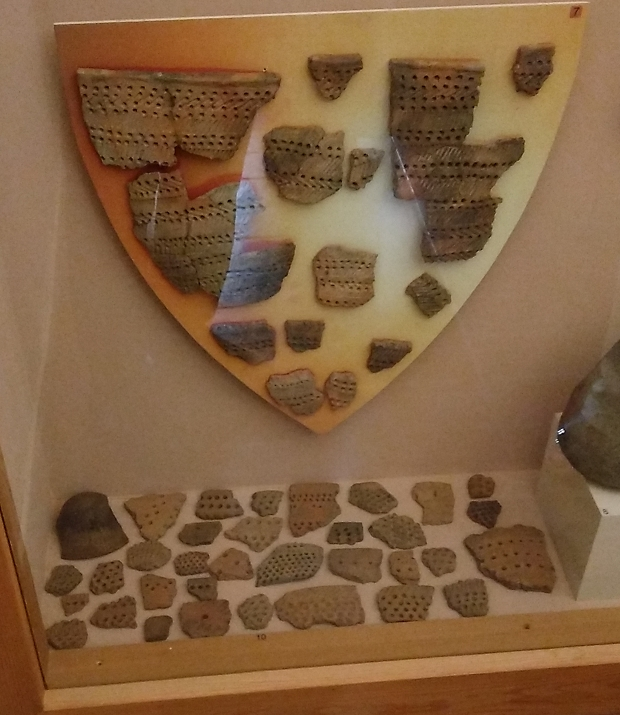
Фрагменты ямочно-гребенчатой керамики из экспозиции археологического музея на территории Кирилло-Белозерского монастыря (Вологодская область).

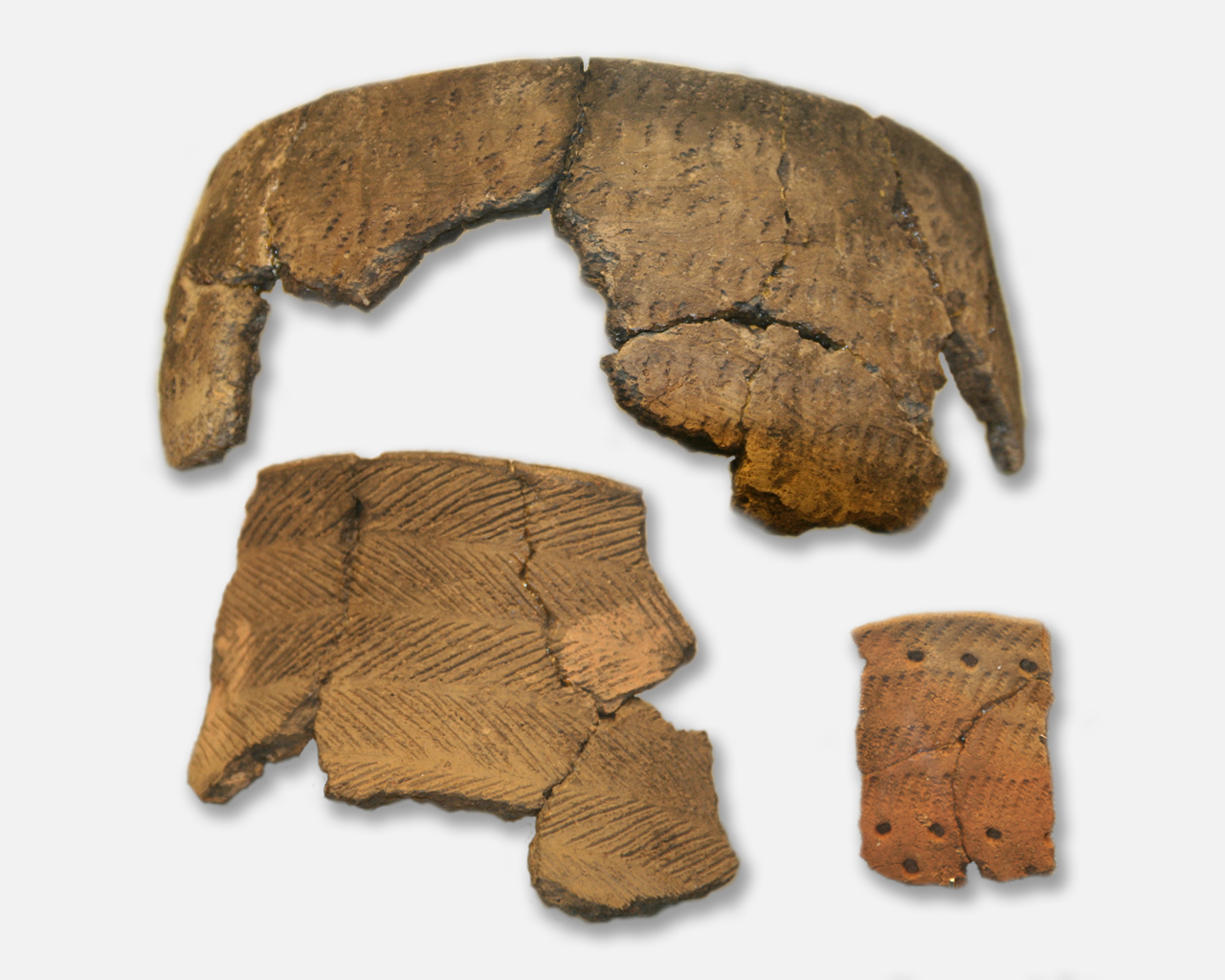
Фрагменты ямочно-гребенчатой керамики, найденные на территории Эстонии.

- Каргопольская культура
- Карельская культура
- Беломорская культура
- Культура асбестовой керамики

### Зона гребенчатой керамики
Гребенчатая керамика была распространена в Прикамье, Приуралье и Зауралье.
К этой зоне относятся, например, кокуйская культура с отступающе-гребенчато-ямочной орнаментацией керамики (со второй половины V по первую треть IV до н. э.) и сосновоостровская культура с посудой, орнаментированной в гребенчатой традиции (со второй до последней трети IV тыс. до н. э.) Находки керамики с гребенчатой орнаментацией известны и значительно восточнее — в частности, среди артефактов культуры Синлунва, существовавшей на северо-востоке современного Китая в VII—VI тыс. до н. э., а также на территории современной Кореи и в верховьях Енисея и Ангары.

### Зона типичной ямочно-гребенчатой керамики
- Балахнинская культура
- Льяловская культура → Волосовская культура
- Рязанская культура

## Культура
Поселения располагались на морском побережье или берегах озёр. В Финляндии эта культура была приморской, которая специализировалась на охоте на тюленей. Обычным жильём было, видимо, типи площадью около 30 м², в котором могло жить до 30 человек. Захоронения устраивались внутри поселения, покойников покрывали красной охрой. Для культуры гребенчатой керамики типично захоронение покойника вместе с предметами из кремня и янтаря. В группе Якярля использовались пустые дольмены из песчаника.
Керамика представляет собой большие горшки ёмкостью 40—60 л, закруглённые или заострённые внизу. Форма изделий в течение столетий оставалась неизменной, а вот наносимые орнаменты разнились. Согласно принятой датировке, керамика традиционно делится на следующие периоды: ранняя (с 4200 до н. э. до 3300 до н. э.), типичная (с 3300 до н. э. до 2700 до н. э.) и поздняя (с 2800 до н. э. до 2000 до н. э.). Среди многих стилей ямочно-гребенчатой керамики есть один, который использует свойства асбеста: культура асбестовой керамики. Другие известные стили — Пюхеэтсилта, Якярля, Киерикки и Сяряйсниеми с соответствующими подстилями.
Каменные инструменты со временем изменялись незначительно. Изготавливались из местных материалов, таких как сланец и кварц. Находки подтверждают существование обмена товарами: красного сланца из северной Скандинавии, асбеста с озера Саймаа, зелёного сланца с Онежского озера, янтаря с южного побережья Балтийского моря и кремня с Валдайской возвышенности.
Для культуры характерны маленькие фигурки из обожжённой глины и головы животных из камня. Головы животных обычно изображают лося или медведя и ведут своё происхождение от искусства мезолита. Известны также и наскальные рисунки.

## Население
Население могло формироваться на основе того же мезолитического европеоидного пласта, но с бо́льшим весом монголоидного компонента, чем население волосовской, днепро-донецкой и нарвской культур. В частности, создатели льяловской культуры, относящейся к культурам типичной ямочно-гребенчатой керамики, были европеоидами с сильной примесью монголоидности (северный лапоноидный тип).

## Палеогенетика
Преобладающий предковый компонент — восточноевропейские охотники-собиратели.
У представителей культуры гребенчатой керамики из местонахождения Кудрукюла (эст. Kudruküla, устье реки Нарва 5600 лет назад) определена архаичная Y-хромосомная гаплогруппа R1a5 (R1a1b~-YP1272), ныне исключительно редкая, и митохондриальные гаплогруппы U5b1d1, U4a, U2e1.
У представителя Льяловской культуры NEO185 (ок. 5078 лет до н. э.) со стоянки Сахтыш IIA, (Тейковский район Ивановской области) расположена на низком левом берегу небольшого озеровидного расширения старого русла р. Койки, примерно в 2 км к югу от ее истока из древнего озера Сахтыш, Россия определена митохондриальная гаплогруппа U4a1
У представителей культуры гребенчатой керамики среднего неолита Балтии: 2017/01 (3225 лет до н. э.) определена митохондриальная гаплогруппа U4a1 и Y-хромосомная гаплогруппа K-M9 (K), стоянка Riņņukalns на реке Салаца на севере Латвии; Tamula17 (MG429017) определена митохондриальная гаплогруппа U4a1a1d или U4a1-a10 (4000 лет до н. э.), Тамула, Эстония; I4627 (ZVEJ26) (4251-3976 лет до н. э.) определена митохондриальная гаплогруппа U4a1 и Y-хромосомная гаплогруппа R-M73* (R1b) R1b1a1a(xR1b1a1a2), I4435 определена митохондриальная гаплогруппа U4a1a1d или U4a1-a10(ZVEJ13)(4146-3960 лет до н. э.) и I4436 определена митохондриальная гаплогруппа U4a1a1d или U4a1-a10 (ZVEJ14)(4260-4050 лет до н. э.) Y-хромосомная гаплогруппа R-FTA35785 (R1b) могильник Звейниеки, на севере Латвии, на северном берегу озера Буртниекс в устье реки Руя; Koljala1 (MG429015) U4a1-a9 (4230-3810 лет до н. э.) Kõljala, Эстония.
У образца культуры гребенчатой керамики в Германии (Corded Ware Germany 2500-2300BCE) KAR 27 (2463 лет до н. э.), Karsdorf, Германия определена митохондриальная гаплогруппа U4a1.

## Язык
Примерно до начала 1980-х годов историки не подвергали сомнению финно-угорское происхождение племён культуры ямочно-гребенчатой керамики. Ряд исследователей хельсинкской школы (проф. Калеви Виик и его последователи) даже утверждал, что прауральский язык был распространён в Эстонии и Финляндии со времён последнего оледенения, хотя эта точка зрения и не пользовалась поддержкой большинства. В XXI веке археологи и лингвисты более осторожно смотрят на связи между языками и явлениями материальной культуры. Согласно одной из гипотез, увеличение числа поселений в указанный период было связано с общим потеплением климата, которое вызвало развитие производящего хозяйства.
Достаточно большое количество учёных считают, что племена ямочно-гребенчатой керамики говорили на неизвестном вымершем языке (Y-гаплогруппа R-YP1272 является автохтонной, почти вымершей, имеющей 15 000 лет назад общего предка с основной индо-европейской гаплогруппой), не относившемся ни к уральской, ни к индоевропейской языковым семьям. Язык носителей культуры ямочно-гребенчатой керамики эти ученые обычно называют «палеоевропейским» (возможно, именно его реликты составляют субстрат неизвестного происхождения, выделяемый лингвистами в саамском языке; неиндоевропейский субстрат неизвестного происхождения также присутствует и в финно-волжских языках, но в значительно меньших объемах). Об этом же могут свидетельствовать и многочисленные гидронимы на европейской части России (по Б. А. Серебренникову — «волго-окская топонимика»), этимология которых пока остаётся невыясненной. В то же время большинство лингвистов (в том числе академик А. К. Матвеев, точка зрения которого изложена в незавершенном труде «Субстратная топонимия Русского Севера») считают, что эти топонимы происходят все же из исчезнувших финно-угорских языков (в частности, из мерянского языка).
Последовательным сторонником «палеоевропейской» гипотезы происхождения культур типичной ЯГК является В. В. Напольских, который в то же время однозначно связывает гребенчатую керамику Зауралья с прауральской языковой общностью. Среди финских исследователей палеоевропейский характер части культур ЯГК допускают П. Каллио и Я. Хяккинен, при этом все же связывая юго-восточную часть ареала этих культур с прауральцами. В. А. Зах считает сходство европейской и зауральской гребенчатой керамики результатом наличия у этих культур общего (возможно, финно-угорского) происхождения. Авторы генетического исследования останков из захоронения поздненеолитической жижицкой культуры Сертея II (Смоленская область, середина III тыс. до н. э., керамика «переходного» типа), выявившего наличие Y-гаплогрупп R1a1 и N1c, также считают, что распространение «финно-угорской» Y-гаплогруппы N1c следует связывать с культурами ямочно-гребенчатой керамики, и что максимальные «финские» генетические маркеры хорошо соотносятся с распространением финно-угорской топонимии и гидронимии.